# 爱丽丝·R·威克斯勒
爱丽丝·R·威克斯勒（1942年5月31日—）是一位美国历史学家和作家，毕业于印第安纳大学，撰写过两本埃玛·戈尔德曼的传记以及有关自身亨廷顿舞蹈症基因的《命运的筹划》（Mapping Fate: A Memoir of Family, Risk, and Genetic Research），1999年获古根海姆奖。其父亲为精神分析学家米尔顿·威克斯勒，妹妹为遗传学家南希·S·威克斯勒。